# 沈既濟
沈既濟（?—?），表字不詳，蘇州吳郡人，祖籍吴兴郡武康县（今浙江省湖州市德清县），唐代文學家。

## 生平
早年潦倒無聞，“博通群籍，史筆尤工”。建中二年（780年）楊炎任相國時，推薦他為左拾遗、史馆修撰，撰有《建中实录》十卷。盧杞進讒言，唐德宗賜死楊炎，肅清楊黨，沈既濟受牽累亦貶處州（今浙江麗水）司戶參軍。官至礼部员外郎。沈既濟有子沈傳師。
知名作品有《枕中记》，写一个窮書生盧生在邯郸旅店裏遇到道士呂翁而悟道的故事。還有《任氏傳》，寫一個有情有義的貌美狐仙，與凡人的戀愛悲劇。